# سست‌ماهی‌ها (سرده)
سست‌ماهی‌ها (سرده) (نام علمی: Cynoscion) نام یک سرده از تیره شوریده‌ماهیان است.